# Montbazens
Montbazens település Franciaországban, Aveyron megyében. Lakosainak száma 1444 fő (2022. január 1.). Montbazens Galgan, Lugan, Roussennac, Valzergues és Vaureilles községekkel határos.

## Népesség
A település népessége az elmúlt években az alábbi módon változott:
| Lakosok száma | 1171 | 1424 | 1389 | 1321 | 1418 | 1401 | 1388 | 1407 | 1417 | 1444 |
|               | 1968 | 1982 | 1990 | 2006 | 2013 | 2015 | 2017 | 2019 | 2020 | 2022 |